# Internet móvel

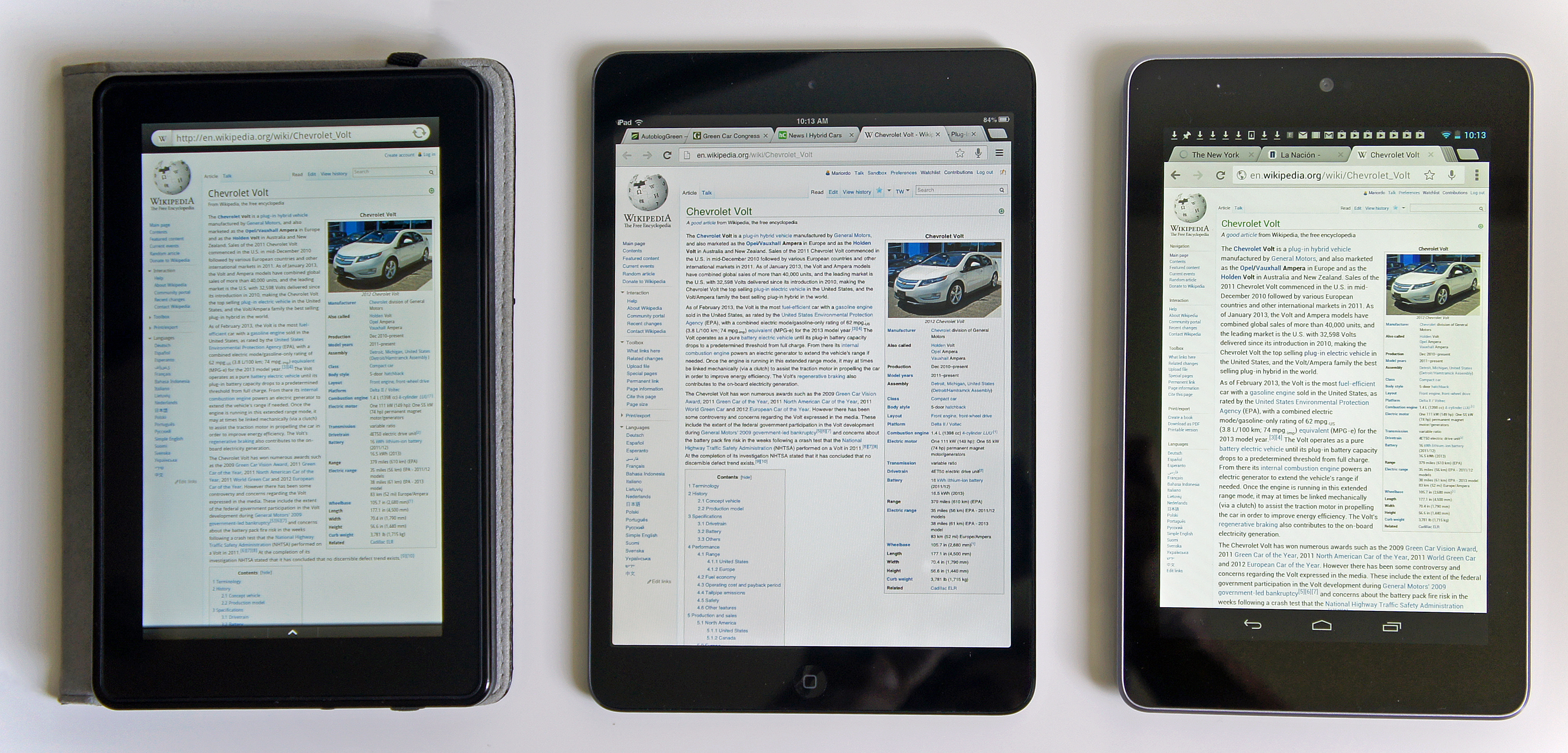
Página da Wikipédia sendo exibida em dispositivos que utilizam internet móvel.

Internet móvel pode ser definida como o uso de tecnologias de comunicação sem fio (wireless) para acesso a informações e aplicações Web a partir de dispositivos móveis, como celulares ou handhelds. A Internet móvel, pelas suas características, tem aspectos bem diferentes da Internet tradicional, tipicamente acessada por desktops. O acesso móvel apresenta peculiaridades que devem ser compreendidas e devidamente exploradas.

## Histórico

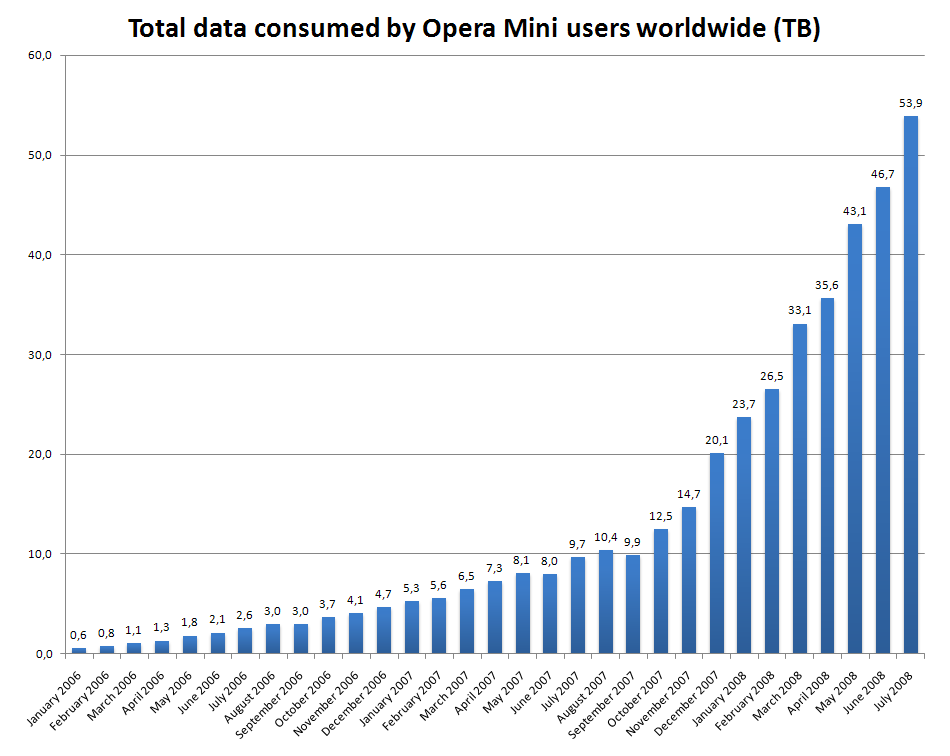
Gráfico de barras que mostra o consumo total de dados por usuários do Opera Mini no mundo, de 2006 a meados de 2008, em terabytes (TB). A imagem ilustra o crescimento exponencial do consumo de dados móveis no início do século XXI, impulsionado pelo uso de navegadores como o Opera Mini. A imagem fornece dados específicos sobre o consumo de dados do Opera Mini, um dos primeiros navegadores móveis populares, ajudando a contextualizar o desenvolvimento da internet móvel.

Em 2001 entrou no mercado a tecnologia da internet móvel. A rede é acessada através de telefones celulares equipados com um software simples, chamado microbrowser, capaz de interpretar mais textos que imagens. Os microbrowsers foram criados, exclusivamente, para acessar WAP.
A diferença entre as tecnologias da Internet baseadas em microcomputadores e a dos celulares é bastante significativa.

### Microcomputador
Um desktop comum possui uma quantidade de memória suficiente para a imensa maioria das aplicações Web, um processador igualmente satisfatório, um monitor de alta resolução, interface de acesso gráfico via mouse e teclado ergonômico e multifuncional. Além disso, a maioria dos computadores de mesa e notebooks com acesso à Internet possuem uma velocidade que permite exibir sites diversos com rapidez, mesmo os que possuem muitas imagens.

### Celular
Um celular, ao contrário, é bastante restrito em termos de potência de computação e interfaces: processadores de pouca capacidade, memória bem pequena, uma tela e teclado diminutos, permite o uso de mouses. E a capacidade de banda é limitada (embora evoluindo rapidamente), com pouca estabilidade de conexão e disponibilidade pouco previsível.

## Novas Tecnologias
A novas tecnologias, chamadas de 4G (quarta geração) e 5G (quinta geração), despontam como soluções, principalmente para as limitações relacionadas à largura de banda disponível. A tecnologia 4G já está disponível, sendo usada amplamente em muitos países desenvolvidos, ao passo que a tecnologia 5G ainda encontra-se em países desenvolvidos (e emergentes somente nas grandes cidades, raramente em pequenas)